# Farnaces de Dascilios
Farnaces (elamita Parnaka, grec antic Φαρνάκης) era sàtrapa d'una de les províncies d'Àsia Menor, diu Tucídides, probablement de la Frígia Helespòntica.
Era fill de Farnabazos I al que va succeir l'hivern del 430 aC al 429 aC. No gaire després va cedir Adramyttium per l'establiment dels habitants de Delos que havien estat expulsats pels atenenc de la seva illa el 442 aC, segons diu Diodor de Sicília.
Se'l esmenta per darrer cop el 422 aC. I el 413 aC ja apareix com a sàtrapa el seu fill Farnabazos II.